# 早野由美恵
早野 由美恵（はやの ゆみえ、1961年 - ）は、日本の建築・住環境デザイナー、インテリアデザイナー。
東北芸術工科大学准教授。有限会社ハヤノ（栃木県）主宰。
神奈川県生まれ。日本大学工学部建築学科卒業。長年住宅・店舗・ホテルや公共建築やインテリアの設計に携わり、インテリア学会評議委員や都市計画審議委員を務めた。近年では古民家、蔵の再生や社寺建築のインテリアを手掛ける。また、環境共生型の街づくりや住まい方の提案とネットワークを広げる為の講演会やワークショップの市民活動も主催している。

## 受賞
インテリア産業協会「普段着の家」で「住まいのインテリアコーディネーションコンテスト」2003プレゼンテーション部門奨励賞、インテリアコーディネーションコンクール入賞、住宅設計コンクール優秀賞受賞、他多数。